# Thủ tướng Hàn Quốc
Quốc vụ Tổng lý (국무총리 / 國務總理, Gukmuchongri) hay Thủ tướng Hàn Quốc là phó người đứng đầu chính phủ của Hàn Quốc. Thủ tướng được Tổng thống bổ nhiệm với sự phê chuẩn của Quốc hội. Thủ tướng Hàn Quốc không nhất thiết phải là đại biểu Quốc hội.
Thủ tướng là trợ lý hành pháp chính cho Tổng thống, người đứng đầu chính phủ. Thủ tướng hỗ trợ Tổng thống bằng cách giám sát các bộ và tiến cử các bộ trưởng. Thủ tướng là người tiếp quản văn phòng Tổng thống trong trường hợp Tổng thống không còn khả năng thực hiện vai trò của mình. Tổng thống tạm quyền có hai lần là Goh Kun trong thời gian luận tội Tổng thống Roh Moo-hyun vào năm 2004 và Hwang Kyo-ahn trong thời gian luận tội Tổng thống Park Geun-hye vào năm 2016
Chức vụ này được thiết lập vào ngày 31 tháng 7 năm 1948, hai tuần trước khi chính phủ Hàn Quốc được thành lập và do Lee Beom-seok đảm nhiệm cho đến năm 1950. Danh hiệu Thủ tướng được đổi thành Bộ trưởng Nội các từ năm 1961 đến năm 1963. Văn phòng Thủ tướng được hai phó thủ tướng hỗ trợ.
Thủ tướng được Tổng thống bổ nhiệm nhưng chưa được Quốc hội phê chuẩn được gọi là Thủ tướng tạm quyền. Thủ tướng trở thành Tổng thống tạm quyền trong trường hợp Tổng thống qua đời, từ chức hoặc bị phế truất.

## Tên gọi
Từ Hán-Triều gungmu (국무/國務) có nghĩa là "Quốc vụ" còn chongni (총리/總理) có nghĩa là "Tổng lý", vì vậy trong tiếng Hàn nghĩa đen của danh hiệu đầy đủ là "người đứng đầu quản lý việc nước". Danh hiệu vắn tắt là Chongni (Tổng lý).